# Liste der Monuments historiques in Hennecourt
Die Liste der Monuments historiques in Hennecourt führt die Monuments historiques in der französischen Gemeinde Hennecourt auf.

## Liste der Objekte
| Bezeichnung                  | Beschreibung                                                            | Standort                       | Kennzeichnung | Schutzstatus | Datum | Bild |
| ---------------------------- | ----------------------------------------------------------------------- | ------------------------------ | ------------- | ------------ | ----- | ---- |
| Wandvertäfelung              | Holz, 1721                                                              | in der Kirche St-Martin (Lage) | PM88001506    | Inscrit      | 1984  |      |
| Skulptur Heiliger Rochus     | 19. Jahrhundert                                                         | in der Kirche St-Martin (Lage) | PM88001507    | Inscrit      | 1984  |      |
| Zwei Reliquiare              | Goldschmiedearbeit, 20. Jahrhundert                                     | in der Kirche St-Martin (Lage) | PM88001509    | Inscrit      | 1984  |      |
| Truhe                        | Holz, 19. Jahrhundert                                                   | in der Kirche St-Martin (Lage) | PM88001511    | Inscrit      | 1984  |      |
| Kanzel                       | Holz, 18. Jahrhundert, in der ersten Hälfte des 19. Jahrhunderts bemalt | in der Kirche St-Martin (Lage) | PM88000458    | Classé       | 1985  |      |
| Beichtstuhl                  | Holz, bemalt, 18. Jahrhundert                                           | in der Kirche St-Martin (Lage) | PM88000457    | Classé       | 1985  |      |
| Monstranz                    | Goldschmiedearbeit, 20. Jahrhundert                                     | in der Kirche St-Martin (Lage) | PM88001508    | Inscrit      | 1984  |      |
| Altarkreuz und Altarleuchter | Bronze, 19. Jahrhundert                                                 | in der Kirche St-Martin (Lage) | PM88001510    | Inscrit      | 1984  |      |